# 타르수스의 바오로
《타르수스의 바오로》는 바울로의 생애와 신학을 알기 쉽게 설명한 바울로 신학입문서이다. 저자는 성공회 박태식 신부이며, 바오로딸에서 출판하였다.

## 차례
- 바오로 생애 연표
- 머리글
- 바오로의 생애
- 바오로의 사상
- 머리글
- 참조문헌